# V766 Centauri
V766 Centauri (V766 Cen; también conocida como HD 119796, HIP 67261 y HR 5171) es una estrella hipergigante amarilla en la  constelación del Centauro. Su tipo espectral es variable, alrededor de G8Ia+ - K3Ia+ y su brillo varía de forma irregular. Forma parte de un sistema compuesto por dos estrellas: su segundo componente se encuentra tan cerca que está en contacto con la estrella de mayor tamaño. Se encuentra a una distancia aproximada de 3.600 parsecs de la Tierra y es el mayor hipergigante amarilla conocida, muy probablemente debido a las interacciones con su compañera cercana.
Este tipo de estrellas ha evolucionado a partir de una masa inicial de alrededor de 40 masas solares a una hipergigante roja, y ahora está perdiendo sus capas exteriores en una serie de explosiones dramáticas, aumentando progresivamente la temperatura. Puede llegar a ser una supergigante azul o variable azul luminosa antes de disminuir en luminosidad como una estrella tipo Wolf-Rayet tardía, pero se espera que explote como una supernova antes de que llegue ese punto.
Su muy alta luminosidad, tamaño extremo e intercambio de masa con su compañera de masa inferior, hacen de ésta un inusual estrella dentro de una clase muy rara de estrellas que ha sido relativamente poco estudiada hasta hace poco tiempo.
Utilizando el VLTI, Olivier Chesneau (Observatorio de la Costa Azul, Niza, Francia) y un equipo internacional de colaboradores ha descubierto que esta estrella es tremendamente enorme: unas 650 veces el diámetro del Sol, mucho mayor de lo esperado. Esto la convierte en la estrella amarilla más grande conocida. También está en la lista de las diez estrellas más grandes conocidas –es un 50% más grande que la famosa supergigante roja Betelgeuse- y es alrededor de un millón de veces más brillante que el Sol.
Se ha observado también que esta estrella está aumentando de tamaño, en el momento de la observación. Y es una de las pocas estrellas en las que se ha observado un cambio de temperatura en relación con su tamaño: V766 Centauri se enfría a medida que crece.
Analizando los datos de variaciones de brillo en las estrellas, y utilizando observaciones de otros observatorios, los astrónomos han confirmado que el objeto es un sistema binario eclipsante en que el componente más pequeño pasa por delante y por detrás de la estrella más grande, orbitándola. En este caso HR 5171 A es orbitada por su estrella compañera cada 1.300 días. La pequeña compañera tiene una temperatura ligeramente superior a la de la temperatura de superficie de HR 5171 A, que es de 5.000 Kelvin.

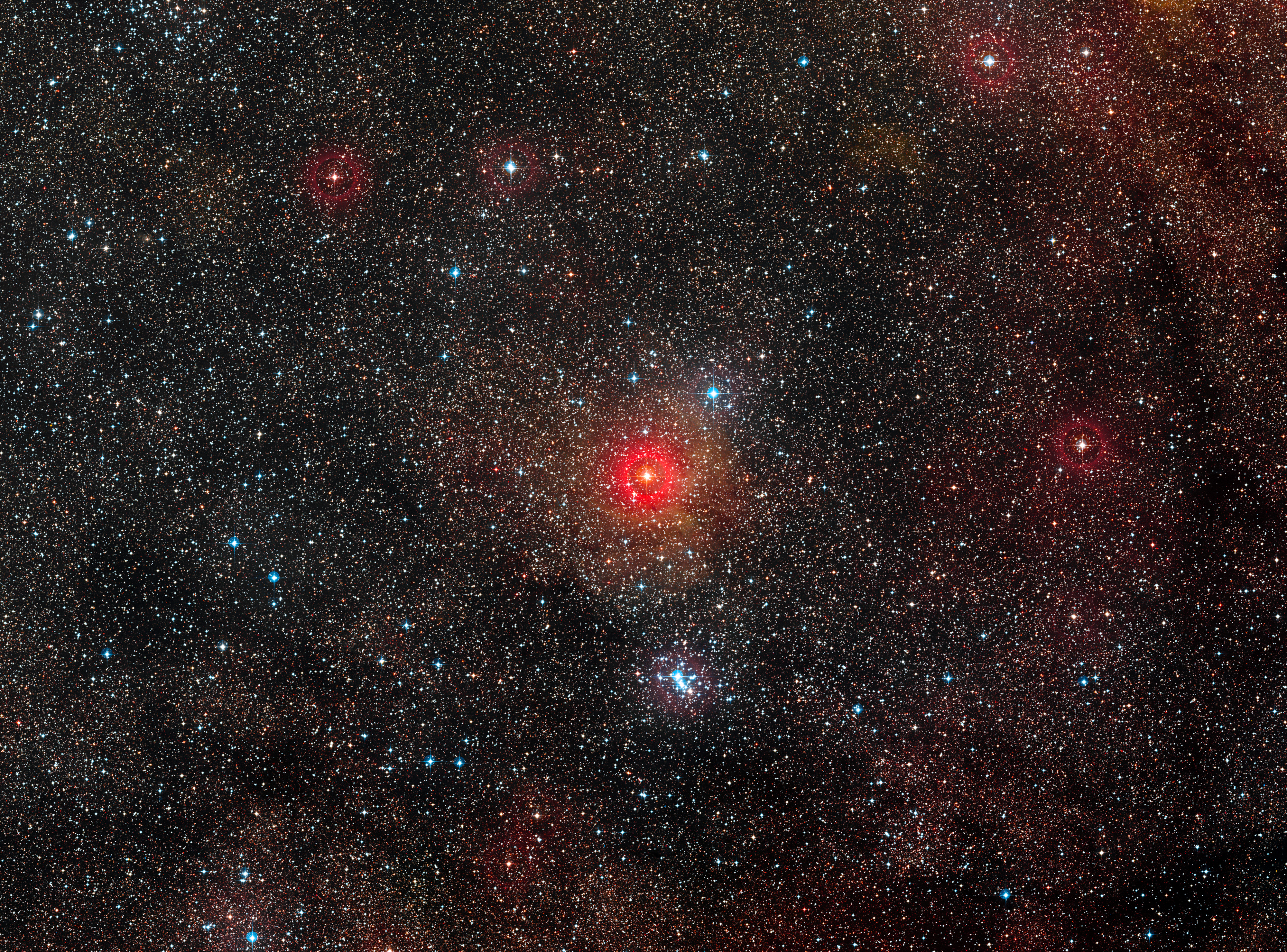
Campo que rodea a V766 Centauri.